# Христо Шотов
Христо Атанасов Шотов е български революционер, деец на Върховния македоно-одрински комитет.

## Биография
Роден е в 1852 година в костурското село Загоричани, тогава в Османската империя. Негов брат е българският предприемач Илия Шотов. Христо Шотов взима дейно участие в националноосвободителните борби на българите в Костурско. В 1879 година влиза в четата на Стефан Николов заедно с Яни Бицов – Лошийо и Начо Ников от Мокрени и Никола Филов от Загоричани и Павли Капитан. След това се преселва в Свободна България и се установява във Варна, където взима участие в живота на македонската емиграция и е деец на Македонското дружетсво във Варна. Дъщеря му Олга Шотова прави знамето на четата на Никола Лефтеров, с което участва във въстаническите борби в Македония до Балканските войни.
Христо Шотов умира в 1927 година.
Синът му Иван Шотов е български предприемач и дарител.